# 烟束曲霉
烟束曲霉（学名：Aspergillus fumisynnematus）是属于散囊菌目发菌科曲霉属的一种真菌，可生长在土壤等基物上。该种分布于中国、委内瑞拉等地。